# HEART (TOKIO의 음반)
《HEART》(하트)는 TOKIO의 3번째 베스트 음반이다.

## 개요
전작 《17》로부터 2년 만의 음반(베스트 음반은 《BEST EP SELECTION OF TOKIO II》로부터 13년 만)으로, TOKIO 데뷔 20주년 기념 음반이다.
데뷔부터 2013년까지의 악곡 중에서 팬 투표에 의해 선출된 악곡을 수록했다.

## 수록곡

### DISC-1
1. リリック / 리릭
작사·작곡·편곡: 나가세 토모야
46th 싱글.
2. LOVE YOU ONLY
작사: 쿠도 테츠오 / 작곡: 츠시미 타카시 / 편곡: 니시와키 타츠야
1st 싱글.
3. 君を想うとき / 너를 생각할 때
작사: 와타나베 나츠미 / 작곡: 와타나베 미키 / 편곡: 소울 토오루, 요시무라 료타
15th 싱글.
4. 花唄 / 꽃 노래
작사: TAKESHI / 작곡: 스즈키 아키노리 / 편곡: 시마다 마사노리
25th 싱글.
5. GREEN
작사·작곡: HIKARI / 편곡: 시마다 마사노리
26th 싱글.
6. AMBITIOUS JAPAN!
작사: 나카니시 레이 / 작곡: 츠츠미 쿄헤이 / 편곡: 후나야마 모토키
28th 싱글.
7. Julia
작사·작곡: Joe Rinoie / 편곡: Joe Rinoie, 스즈카와 마사키
12th 싱글.
8. glider
작사·작곡·편곡: HIKARI
27th 싱글.
9. Mr.Traveling Man
작사·작곡: 시미즈 아키오 / 편곡: 사쿠마 마사히데
33th 싱글.
10. 自分のために / 자신을 위해서
작사·작곡: 이이오카 타카시 / 편곡: 야마하라 카즈히로
31th 싱글.
11. 宙船（そらふね） / 비행선
작사·작곡: 나카지마 미유키 / 편곡: 후나야마 모토키
35th 싱글.
12. スベキコト / 해야 할 것
작사: 죠시마 시게루 / 작곡: 코쿠분 타이치 / 편곡: 노마 코스케
40th 싱글.
13. 雨傘 / 우산
작사·작곡: 시이나 링고 / 편곡: 도쿄지헨
39th 싱글.
14. 見上げた流星 / 올려다 본 유성
작사·작곡: 타이라 요시타카 / 편곡: HIKARI / Strings Arrangement: KAM
44th 싱글.
15. DR
작사·작곡: 쿠보타 코타로 / 편곡: 쿠보타 코타로, KAM
24th 싱글.
16. ハート / 하트
작사·작곡·편곡: 나가세 토모야
신곡.

### DISC-2
1. Yesterday's
작사·작곡: 시미즈 아키오 / 편곡: Project T
6th 앨범 《YESTERDAY & TODAY》 수록곡.
2. 僕の恋愛事情と台所事情 / 나의 연애 사정과 주머니 사정
작사·작곡: 죠시마 시게루 / 편곡: 요시오카 타쿠 / Co- Arrange: 무라타 요이치
DVD 싱글 《나의 연애 사정과 주머니 사정》 수록곡.
3. 路傍の花 / 길가의 꽃
작사·작곡·편곡: HIKARI / Strings Arrangement: KAM
43th 싱글 〈NaNaNa (태양 따윈 필요 없어)〉 통상반 c/w곡.
4. Symphonic
작사·작곡: HIKARI / 편곡: KAM
7th 앨범 《5 AHEAD》 수록곡.
5. The Course of Life
작사·작곡: 코쿠분 타이치 / 편곡: HIKARI
12th 앨범 《17》 수록곡.
6. PLUS
작사·작곡: 죠시마 시게루 / 편곡: TOKIO / Strings Arrangement: 야마하라 카즈히로
전달 한정 싱글. 44th 싱글 〈올려다 본 유성〉 통상반 c/w곡.
7. Sometimes
작사·작곡·편곡: 나가세 토모야
12th 앨범 《17》 수록곡.
8. ロースピード / 로 스피드
작사: 마츠오카 마사히로 / 작곡: 마츠시마 시게히로 / 편곡: 나가세 토모야, 야마하라 카즈히로
12th 앨범 《17》 수록곡.
9. Dream & Breeze
작사: TAKESHI / 작곡: 카토 유스케 / 편곡: HIKARI
43th 싱글 〈NaNaNa (태양 따윈 필요 없어)〉 통상반 c/w곡. 메인 보컬은, 죠시마·야마구치·코쿠분·마츠오카.
10. Southend
작사·작곡·편곡: HIKARI
26th 싱글 〈GREEN〉 c/w곡.
11. sugar
작사·작곡: 나가세 토모야 / 편곡: TOKIO
11th 앨범 《sugar》 수록곡.
12. Zettai!
작사: 아사미즈 카나타 / 작곡·편곡: 니시와키 타츠야
3rd 앨범 《BLOWING》 수록곡.
13. JUMBO
작사·작곡: 츠루타 카이오 / 편곡: Project T
6th 앨범 《YESTERDAY & TODAY》 수록곡.
14. SONIC DRIVE!
작사·작곡·편곡: 나가세 토모야
10th 앨범 《Harvest》 수록곡.
15. T2
작사·작곡: 코쿠분 타이치 / 편곡: 코쿠분 타이치, KAM
7th 앨범 《5 AHEAD》 수록곡.
16. こころ / 마음
작사·작곡: 죠시마 시게루 / 편곡: 죠시마 시게루, KAM
신곡.

## DVD

### 초회 한정반 1 DVD
1. 〈ハート〉 Rec.（APPROX. 23min.）

### 초회 한정반 2 DVD
1. LOVE YOU ONLY
2. Julia
3. 君を想うとき
4. DR
5. 花唄
6. GREEN
7. AMBITIOUS JAPAN!
8. 自分のために
9. 僕の恋愛事情と台所事情
10. Mr.Traveling Man
11. 宙船（そらふね）
12. 雨傘
13. スベキコト
14. PLUS
15. 見上げた流星
16. リリック